# Albert Bonnier Jr
För andra betydelser, se Albert Bonnier (olika betydelser).
Albert "Abbe" Bonnier Jr, född 18 augusti 1907 i Stockholm, död 15 april 1989 i samma stad, var en svensk företagare och styrande inom Bonnierkoncernen.
Bonnier grundade tidningarna Vecko-Revyn 1935 och Expressen 1944. Han var verkställande direktör vid Åhlén & Åkerlunds förlag 1940–1957 samt senare styrelseordförande i Bonnierföretagen AB fram till sin död 1989. Han instiftade 1987 ett pris till Årets Företagare.
Bonnier var reservofficer vid Svea livgarde (I 1). Han tog guld i SM i Starbåt på Björköfjärden 1941.
Albert Bonnier var son till Tor Bonnier och Greta Lindberg. Albert Bonnier Jr. var från 1928 till sin död gift med Birgit Flodquist (1908–2000), som givit namn åt äppelsorten Birgit Bonnier. Hon var dotter till läkaren Lars Flodquist och Ester Hedblom. I äktenskapet hade han döttrarna Charlotte Bonnier och Jeanette Bonnier. Han hade även en son utom äktenskapet, Joakim Santesson, tillsammans med dåvarande chefredaktören på tidningen Damernas Värld, Mai Santesson.
Albert Bonnier är begravd på Dalarö begravningsplats.